# Mecosaspis jordani
Mecosaspis jordani är en skalbaggsart som beskrevs av Jean François Villiers 1968. Mecosaspis jordani ingår i släktet Mecosaspis och familjen långhorningar. Inga underarter finns listade i Catalogue of Life.